# Kavali
Die Kavali (griechisch Νησίδες Καβάλοι Nisides Kavali), auch Kavallos-Inseln, sind drei kleine unbewohnte Inseln an der Südostküste der griechischen Insel Kreta. Sie liegen etwa 430 Meter vor der Halbinsel Trachilos (Ακρωτήριο Τράχηλος) der kretischen Küste und gehören administrativ zur Gemeinde Sitia des Regionalbezirks Lasithi.
Die Inselgruppe umfasst die Inseln Kavalos (Καβάλος), Kefali (Κεφαλή) und Anavatis (Αναβάτης). Ursprünglich wurden nur die beiden westlichen Inseln (ohne Kefali im Nordosten) als Kavallos-Inseln bezeichnet. Der Name geht auf das italienische Wort Cavallo für Pferd zurück, nach dem die flächenmäßig größte und mit 59 Metern höchste der drei Inseln Kavalos im Südwesten benannt ist. Die zweitgrößte Insel Kefali (‚Kopf‘) erhebt sich etwa 650 Meter nordöstlich von Kavalos bis auf 47 Meter aus dem Meer. Die 24 Meter hohe kleinste Insel des Archipels Anavatis (‚Reiter‘) liegt 25 Meter nordwestlich vor Kavalos. Die drei Felseninseln sind unbewohnt und nur mit niedriger Vegetation bedeckt.
| Name     | griechischer Name | Lage                        | Höhe |
| -------- | ----------------- | --------------------------- | ---- |
| Anavatis | Αναβάτης          | 35° 1′ 46″ N, 26° 13′ 37″ O | 24 m |
| Kavalos  | Καβάλος           | 35° 1′ 38″ N, 26° 13′ 42″ O | 59 m |
| Kefali   | Κεφαλή            | 35° 1′ 50″ N, 26° 14′ 8″ O  | 47 m |